# Пр'єтржка
Пр'єтржка (словац. Prietržka) — село, громада округу Скаліца, Трнавський край. Кадастрова площа громади — 4.7 км².
Населення 537 осіб (станом на 31 грудня 2020 року).

## Історія
Пр'єтржка згадується 1392 року.

## Населення
| Рік:            | 1994. | 2004.   | 2014.   | 2024.    |
| --------------- | ----- | ------- | ------- | -------- |
| Кількість осіб: | 426   | 452     | 487     | 557      |
| Різниця:        |       | +6,10 % | +7,74 % | +14,37 % |

| Рік:            | 2023. | 2024.   |
| --------------- | ----- | ------- |
| Кількість осіб: | 550   | 557     |
| Різниця:        |       | +1,27 % |